# Колушки
Колушки (пољ. Koluszki) град је у Пољској у Војводству лођском. По подацима из 2012. године број становника у месту је био 13 542.

## Становништво
| 2012.  |
| ------ |
| 13 542 |